# Au sud de la frontière, à l'ouest du soleil
 (septembre 2024).
Si vous disposez d'ouvrages ou d'articles de référence ou si vous connaissez des sites web de qualité traitant du thème abordé ici, merci de compléter l'article en donnant les références utiles à sa vérifiabilité et en les liant à la section « Notes et références ».
Au sud de la frontière, à l'ouest du soleil (国境の南、太陽の西, Kokkyō no minami, taiyō no nishi) est le septième roman de l'écrivain japonais Haruki Murakami, paru en 1992 au Japon.
Il est traduit en français par Corinne Atlan et paraît aux éditions Belfond en 2002.

## Résumé
Hajime est un père de famille propriétaire de deux clubs de jazz à succès. Un soir, une femme qui lui semble familière entre dans un de ses clubs. Il reconnait au bout d'un long moment Shimamoto, une amie d'enfance qui fut également sa première expérience romantique mais dont il n'a plus eu de nouvelles depuis la fin de l'école primaire. Cette rencontre ravive en Hajime les souvenirs de son enfance ainsi que ses sentiments amoureux. Il se met alors en quête de retrouver Shimamoto, qui semble n'apparaître que pendant les jours de pluie, au détriment de sa propre vie de famille.

## Titre du roman
La partie « au sud de la frontière » fait référence à la frontière entre les États-Unis et le Mexique dans la chanson South of the Border de Nat King Cole, que Hajime écoutait beaucoup quand il se rendait chez Shimamoto étant enfant. Bien que la chanson existe, elle n'a en revanche jamais été interprétée par Nat King Cole en réalité, il s'agit d'une liberté scénaristique de l'auteur.
Quant à la partie « à l'ouest du soleil », il s'agit d'une allusion au Piblokto ou hysteria siberiana. Cette maladie psychiatrique endémique des régions arctiques touche principalement les femmes, et serait causée par un manque de soleil. Dans le livre, Shimamoto explique que « quelque chose meurt » au fond des personnes qui en sont atteintes, et celles-ci se mettent à marcher vers l'ouest, à l'opposé de là où se lève le soleil, sans raison.